# Herman Potočnik
 Herman Potočnik (pseudònim  Hermann Noordung) (Pola, 22 de desembre de 1892 — Viena, 27 d'agost de 1929) va ser un enginyer eslovè especialista en coets i astronàutica. És conegut pel seu treball teòric sobre llargues estades de l'home a l'espai, concepte explicat per primera vegada el 1928 en el seu llibre Das Problem der Befahrung des Weltraums (El problema dels vols espacials), en el que va dissenyar una estació espacial en forma de roda de la que en va calcular l'òrbita geoestacionària en què es basà Arthur C. Clarke per escriure l'article sobre satèl·lits geoestacionaris de comunicacions Extraterrestrial relays (a 35.786 km sobre l'equador terrestre), a la revista Wireless World l'octubre de 1945.
Potocnik va néixer el 1892 a Pola, Àustria-Hongria (en l'actualitat Pula, Croàcia). La seva família era originària d'Eslovènia. El significat del seu pseudònim Noordung resta un misteri, però es va suggerir que el seu nom va ser utilitzat per demostrar el problema del Caos (Ordnung, en alemany: l'"ordre"; ordunga, en eslovè: popular, l'ena l'hauria afegit per donar el sentit de sense ordre). Va morir en la pobresa el 1929 d'una pneumònia a Viena a l'edat de 36 anys.

## Referències

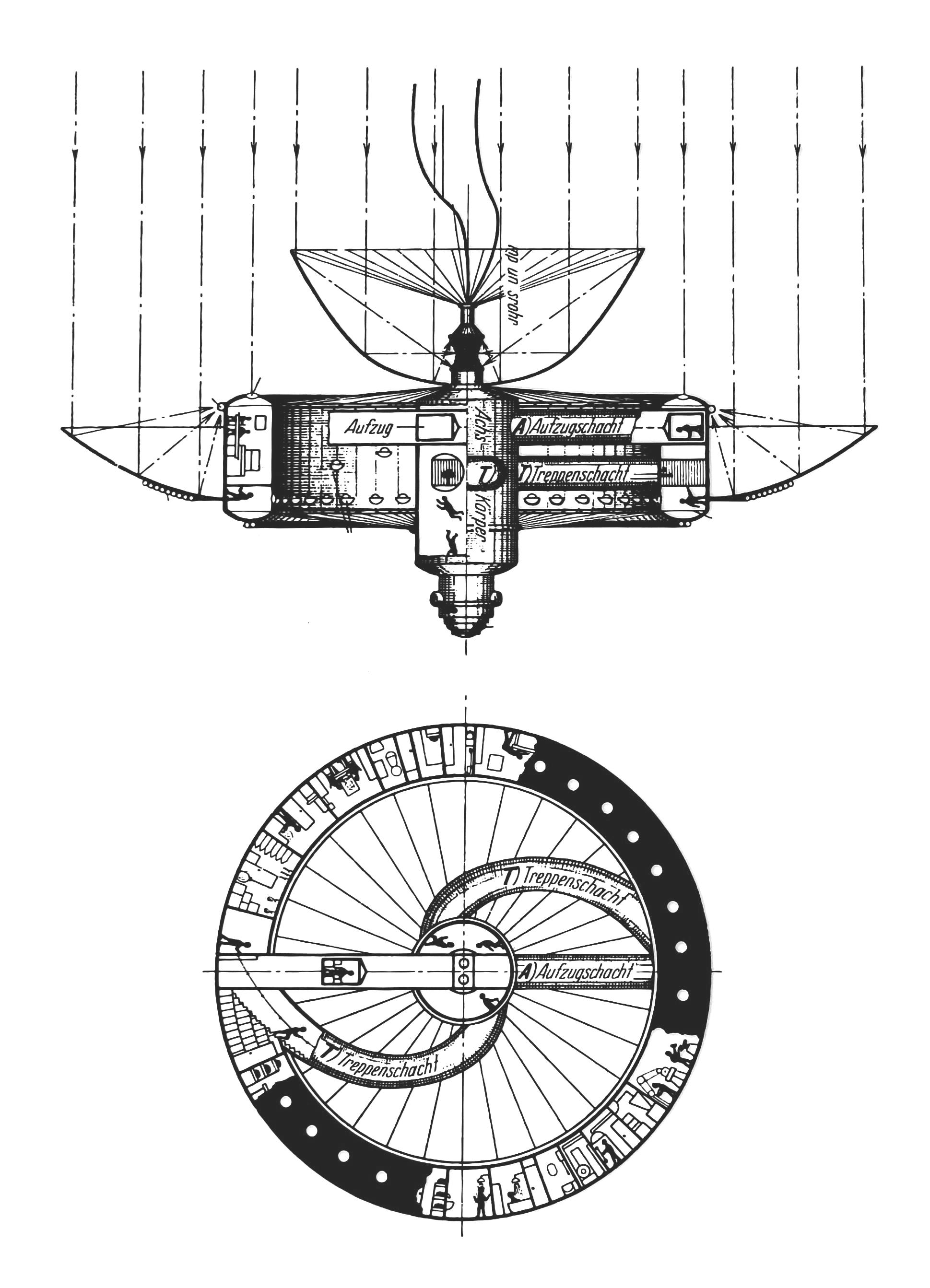
Estació espacial imaginada per Potocnik, 1929